# Longicarpus nodus
Longicarpus nodus är en ringmaskart som beskrevs av Anne D. Hutchings 1990. Longicarpus nodus ingår i släktet Longicarpus och familjen Terebellidae. Inga underarter finns listade i Catalogue of Life.